# Onthophagus sasajii
Onthophagus sasajii là một loài bọ cánh cứng trong họ Bọ hung (Scarabaeidae).